# ソン・ジョンフン
ソン・ジョンフン（1997年3月24日 - ）は、韓国のプロアイスホッケー選手。ポジションはフォワード。アジアリーグアイスホッケーのHLアニャンに所属。

## 経歴
光成高等学校に在学中にフィンランドでもプレーした。大学は高麗大学へ進学。
2022-2023シーズンからアジアリーグアイスホッケーのHLアニャンでプレー。
2023-2024シーズンはチームが2シーズン連続となる8度目の優勝を果たし、
も優勝を経験することになった。